# 本多勝行
本多 勝行（ほんだ かつゆき）は、江戸時代前期の大名。播磨姫路新田藩主、大和国郡山新田藩主。本多政勝の長男。

## 生涯
寛永12年（1635年）、本多政勝の長男として生まれる。政勝は当時姫路藩支藩（姫路新田藩）4万石の藩主であった。
寛永15年（1638年）11月20日、平八郎家宗家当主である姫路藩主・本多政朝が死去した。政朝の嫡男である政長は幼少であったため、寛永16年（1639年）3月3日に本多政勝が平八郎家宗家を継承することが認められた。この際、政勝の旧領4万石は勝行（5歳）に与えられ、所領は大和国6郡（葛上郡・葛下郡・高市郡・十市郡・忍海郡・平群郡）内に移された。
江戸城内紅葉山東照宮の石垣修復にたずさわったため、正保4年（1647年）12月8日に将軍家から褒賞として、勝行の家臣たちに時服・羽織・白銀を与えられている。
慶安3年（1650年）6月11日、16歳で死去した。無嗣のために絶家となり、その遺領は政勝に還付された。
その後承応2年（1653年）に勝行旧領の4万石は、義兄の政長に3万石、政信に1万石と分割されて与えられている。